# 102 Мирјам
102 Мирјам (енгл. 102 Miriam) је астероид главног астероидног појаса са пречником од приближно 83,00 km.
Афел астероида је на удаљености од 3,333 астрономских јединица (АЈ) од Сунца, а перихел на 1,991 АЈ.
Ексцентрицитет орбите износи 0,251, инклинација (нагиб) орбите у односу на раван еклиптике 5,177 степени, а орбитални период износи 1586,960 дана (4,344 године).
Апсолутна магнитуда астероида је 9,26 а геометријски албедо 0,050.
Астероид је откривен 22. августа 1868. године.